# Kreckwitz (Adelsgeschlecht)
Kreckwitz war der Name eines alten, weitverzweigten schlesischen Adelsgeschlechts mit dem Stammsitz Kreckwitz bei Bautzen. Es ist zu unterscheiden von den pommerschen von Krakewitz.

## Geschichte

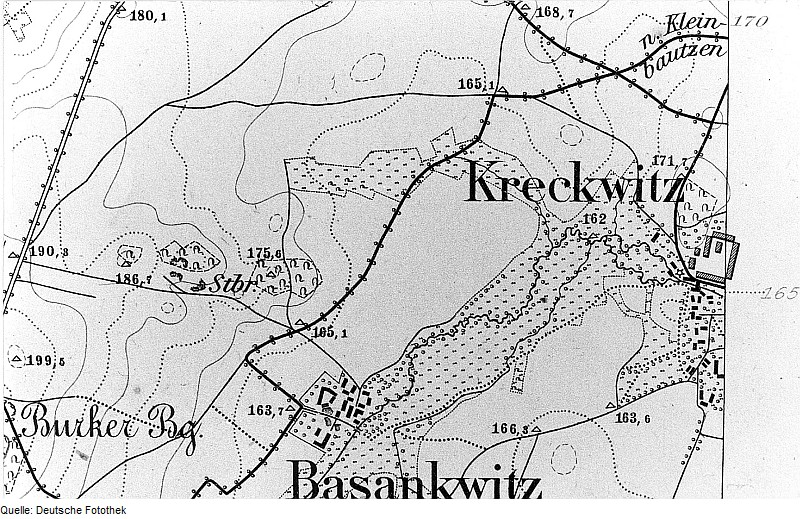
Lage von Kreckwitz

Die Hahnen-Federn als Helmzier, führten zu der Annahme die Familie stammte ursprünglich aus Kroatien, wofür es keine Belege gibt. Der Historiker Johann Sinapius berichtet über die Herkunft: Dieses Geschlecht soll aus der Zeit der Hunnen stammen, wie denn die Helmzierde der Federn im Wappen die Adelszier der Ungarn und Croaten war. Nach einer Legende gründeten das Geschlecht drei Brüder. Für ihre Tapferkeit wurde ihnen ein Wappen mit drei panzerförmigen Fischen verliehen. Die Kreckwitz nannten sich nach ihrem gleichnamigen Stammsitz bei Bautzen, von wo aus sie sich im 14. Jahrhundert nach Schlesien verbreiteten. Urkundlich erscheint das Geschlecht erstmals mit Johann von Crekwicz, Rat des Herzogs Heinrich II. von Glogau am 16. Juni 1311. Im Jahr 1312 ist ein Jacob Creczwicz erwähnt, dem 1349 im Herzogtum Glogau die Güter Andersdorf, Jakobskirch und Würchwit gehörten. Das Geschlecht teilte sich später in die Häuser Kahlau, Juppendorf, Austen, Konradswaldau, Fauljuppe, Heinzendorf, Schwarzau, Großbohrau, Klaptau, Nechlau, Altwasser, Heinzebortschen und Zapplau. Die Linie Kahlau führte Strauwald als Beinamen. Im 19. Jahrhundert werden nur noch vereinzelt Angehörige genannt. In den 1830er Jahren starb ein Rittmeister von Kreckwitz, der früher im königlich-preußischen Husarenregiment von Gettkandt diente. Einer seiner Söhne soll in Schweidnitz gelebt haben. Hans Friedrich Leopold von Kreckwitz war 1806 Obersalzinspektor in Bielefeld und dessen Sohn Leopold von Kreckwitz, königlich-preußischer Kapitän im 10. Infanterie-Regiment. Möglicherweise ist das Geschlecht in den ersten Jahrzehnten des 19. Jahrhunderts erloschen. Der königlich-preußische Landrat des Reichenbacher Kreises Julius von Prittwitz und Gaffron nahm eine Namens- und Wappenvereinigung zu „Prittwitz und Gaffron genannt von Kreckwitz“ vor.

## Wappen
Blasonierung: Im blauen Schild drei mit den Köpfen vereinte silberne Fische, rot geflosst. Auf dem Helm drei Hahnen-Federn, die mittlere weiß, die äußeren blau. Helmdecken silbern und blau.
Über den Ursprung des Wappens erzählt Sinapius eine Legende, dass drei Brüder mit vereinigter Tapferkeit eine im Wasser oder Morast gelegene Festung eroberten, wofür man ihnen als Symbol ein Schild mit panzerförmigen Fischen, samt den Federn auf dem Helm, zu einem Haupt vereinigt, verlieh.

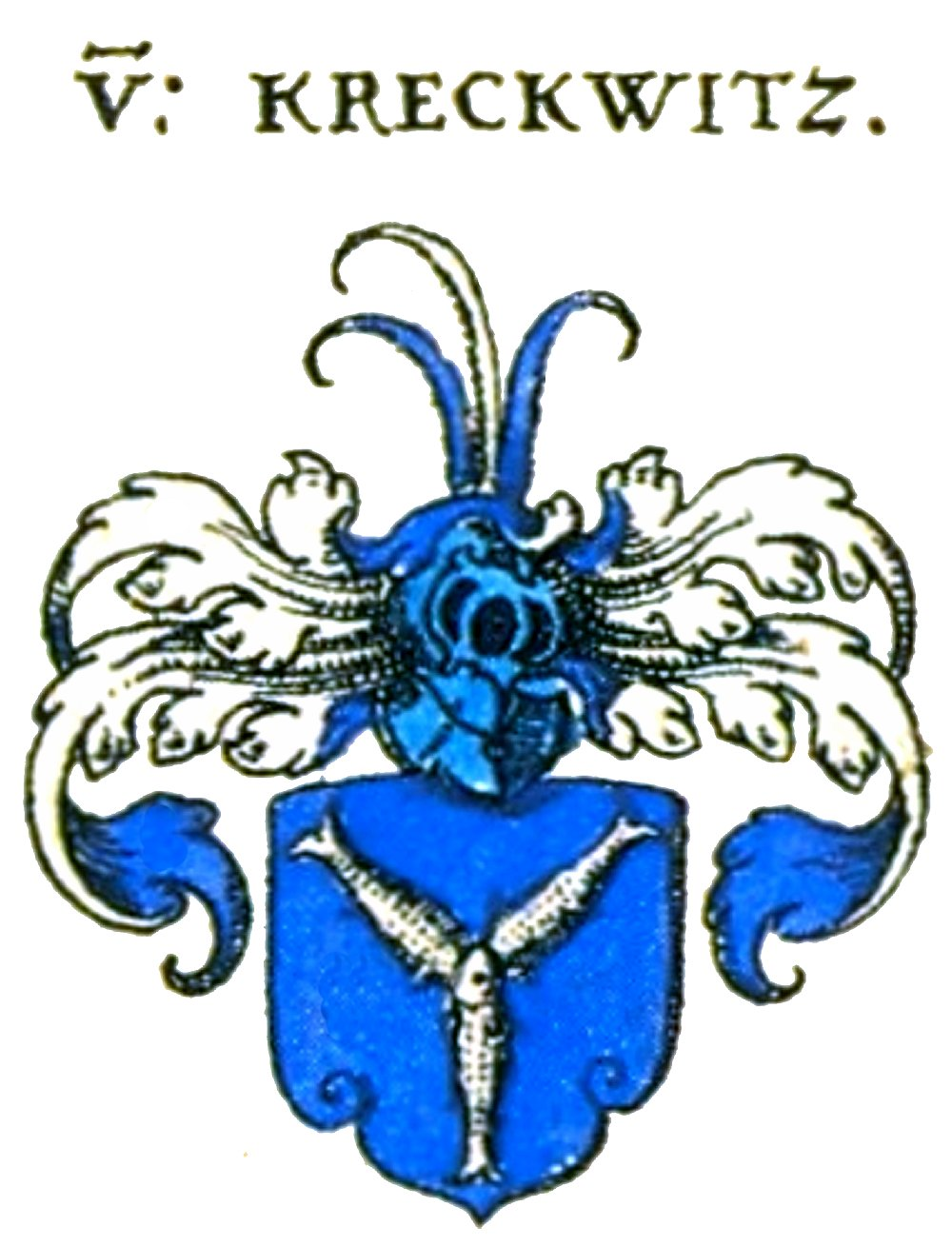
Wappen in Siebmachers Wappenbuch von 1605
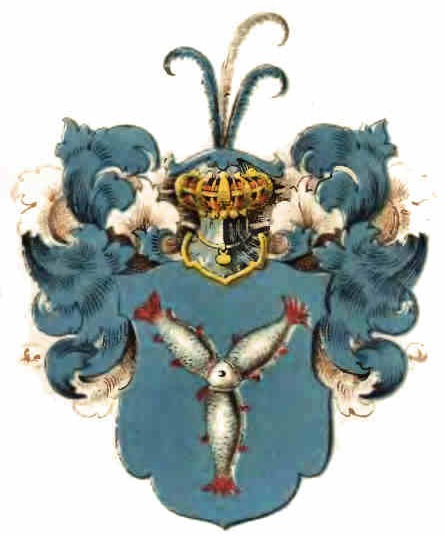
Wappen in Dorsts schlesischem Wappenbuch

## Genealogie (Auswahl)

### Linien Juppendorf, Austen, Groß-Bora, Fauljuppe und Danchwitz
- Johannes von Kreckwitz († 1597), kaiserl. Vorschneider, ⚭ Barbara von Canitz
  - Adam Gallus von Kreckwitz, starb ledig
  - Johann Wolfgang von Kreckwitz († 1642), ⚭ Helene von Mutschelnitz
    - Johann Friedrich von Kreckwitz († 1645), ⚭ 1.) Julia von Haugwitz, ⚭ 2.) Anna Maria von Stopp
    - Barbara von Kreckwitz, ⚭ 1.) Christoph Georg von Hack, ⚭ 2.) Friedrich von Seidlitz
    - Adam Gallus von Kreckwitz, ⚭ Sarah von Stosch

  - Friedrich von Kreckwitz, Amtsverweser des Fürstentums Glogau, ⚭ 1615 Anna von Landskron
  - Caspar von Kreckwitz (1595–1628), Kapitänleutnant, starb ledig

### Linien Juppendorf, Heinzendorf, Schwarzau und Klaptau
- Caspar von Kreckwitz (1556–1615), Hauptmann zu Guhrau, ⚭ Margarethe von Großdorf
  - Johann Sigismund von Kreckwitz (1602–1647), ⚭ Barbara Juliana von Raussendorf
    - Gustav Sigismund von Kreckwitz, ⚭ Barbara Elisabeth von Tschammer
      - Georg Ernst von Kreckwitz
      - Johann Sigismund von Kreckwitz

    - Helena Marianna von Kreckwitz, ⚭ 1.) Johann Georg von Huhn und Reusendorf,  ⚭ 2.) Johann Christoph von Kottwitz

  - Caspar von Kreckwitz (* 1614), ⚭ Barbara von Nostitz

### Linien Kahlau, Zapplau und Heinzebortschen
- Wolfart von Kreckwitz, erw. 1473
  - George von Kreckwitz († vor 1528), 1.) ⚭ NN Luck von Mecha, 2.) ⚭ Magdalena von Kottwitz
    - Caspar von Kreckwitz († 1557) ⚭ Anna Salisch von Schreibersdorf
    - Johannes von Kreckwitz († vor 1550), ⚭ Anna von Nehrsitz
    - Balthasar von Kreckwitz († 1550), ⚭ Anna von Glaubitz
      - Anna von Kreckwitz, ⚭ Wolfgang von Bibran

    - Margaretha von Kreckwitz, ⚭ Johann von Schilling

### Linien Konradswaldau, Nechla, Altwasser, Lapschütz und Roiten
- Caspar von Kreckwitz († 1557), ⚭ Anna Salisch von Schreibersdorf
  - Anna von Kreckwitz, ⚭ Johann von Zweck zu Beltsch
  - Melchior von Kreckwitz († um 1587), ⚭ Katharina von Kottwitz
    - Anna von Kreckwitz (* 1555), ⚭ NN von Promnitz
    - Christoph von Kreckwitz (* 1557)
    - Caspar von Kreckwitz (*/† 1559)
    - George von Kreckwitz (1561–1611), ⚭ Eva Freiin von Kittlitz
      - Katharina von Kreckwitz, ⚭ 1.) 1616 Leonhard von Stopp, ⚭ 2.) 1623 Hans von Studnitz

    - Ursula von Kreckwitz (1562–1569)
    - Margaretha von Kreckwitz (* 1565), ⚭ 1590 Alexander von Portugal zu Herrnstadt
    - Helena von Kreckwitz, starb ledig
    - Friedrich von Kreckwitz (1568–1637), ⚭ 1.) Susanna von Stößel, ⚭ 2.) Barbara von Schellendorf, 3.) ⚭ Ursula von Lestwitz
    - Barbara von Kreckwitz (1570–1619), ⚭ 1598 Christoph von Portugal

  - Barbara von Kreckwitz, ⚭ Bartholomäus von Lestwitz
  - Katharina von Kreckwitz, ⚭ Christoph zu Lucka
  - Ursula von Kreckwitz, ⚭ Peter von Zweck zu Fronze
  - Balthasar von Kreckwitz, erw. 1560, ⚭ NN
    - Caspar von Kreckwitz (* 1575), ⚭ Barbara von Stosch
      - Balthasar von Kreckwitz, ⚭ Juliana Freiin von Braun zu Bingitz
      - Anna Maria von Kreckwitz, ⚭ Christoph von Kreckwitz zu Lapschütz
      - Barbara von Kreckwitz, ⚭ Melchior von Lestwitz

### Linien Kahla, Nehrsitz, Bielwiese und Fauljuppe
- Johannes von Kreckwitz († vor 1550), ⚭ Anna von Nehrsitz
  - Margaretha von Kreckwitz, ⚭ 1554 Stephan von Busewoy und Khara
  - Christoph von Kreckwitz († 1596), ⚭ Margaretha von Kottwitz
    - Sebastian von Kreckwitz († 1640), ⚭ 1614 Anna von Abschatz
      - Johann Friedrich von Kreckwitz, ⚭ 1624 Marianna von Kottwitz
        - Aßmann Friedrich von Kreckwitz, ⚭ Anna Elisabeth Freiin von Schaffgotsch

    - Johannes von Kreckwitz, ⚭ Helene von Niebelschütz
      - Johann Sigismund von Kreckwitz, verlobt mit Barbara von Schweinitz
      - Christoph von Kreckwitz, starb ledig
      - Friedrich von Kreckwitz, starb ledig

  - Dorothea von Kreckwitz, ⚭ Johann von Busewoy und Schönau

### Linien Wirchwitz, Jakobskirch und Andersdorf
- Peter von Kreckwitz, erw. 1401,
  - Nicol von Kreckwitz, ⚭ NN Canitz von Diebahn
    - Johannes von Kreckwitz († 1488), ⚭ NN Rothkirch von Sebnitz
      - NN von Kreckwitz, ⚭ Johann von Unruh in Groß-Bohrau
      - Christoph von Kreckwitz, ⚭ NN von Berg und Niebusch
        - Christoph von Kreckwitz († 1564), Amtsverweser des Fürstentums Globau, ⚭ Ursula von Niebelschütz
          - Eva von Kreckwitz († 1588), ⚭ Christoph von Nostitz
          - Ursula von Kreckwitz, ⚭ Nicol Freiherr von Kittlitz

        - Ludmilla von Kreckwitz, ⚭ Johann von Obisch

      - Anna von Kreckwitz, ⚭ 1.) Heinrich von Zedlitz, ⚭ 2.) Johann von Dyhrn
      - Ernst von Kreckwitz, erw. 1534, ⚭ NN
        - Joachim von Kreckwitz († 1566)

      - Barbara von Kreckwitz, ⚭ Ladislaus von Niebelschütz
      - Johannes von Kreckwitz, erw. 1533 bis 1550, ⚭ 1.) Anna von Axleben genannt Magnus, 2.) ⚭ NN von Berg
        - Christoph von Kreckwitz († 1608), ⚭ Marianna von Zabelitz
        - Melchior von Kreckwitz († 1587), ⚭ 1.) Barbara von Tschammer, ⚭ 2.) Anna von Kottwitz
          - Margaretha von Kreckwitz († 1610), ⚭ Friedrich von Schweinitz
          - Ursula von Kreckwitz († 1624), ⚭ Johann von Diebitsch

        - Ernst von Kreckwitz († vor 1583)
        - Johannes von Kreckwitz, ⚭ Anna von Schindel, Witwe des Hans von Tschammer
          - Barbara von Kreckwitz († 1619), ⚭ 1606 Hans Wolffram von Loß in Osten
          - Rebecca von Kreckwitz, ⚭ 1.) Georg von Nostitz, ⚭ 2.) Balthasar von Mutschelnitz

        - Helena von Kreckwitz, 1577 Christoph von Zabelitz in Topper
        - Heinrich von Kreckwitz, ⚭ Barbara von Schindel
        - Anna von Kreckwitz, ⚭ Seyfried von Bibran

    - George von Kreckwitz
    - Melchior von Kreckwitz, erw. 1483
    - Balthasar von Kreckwitz, erw. 1503

### Linien Wirchwitz, Karitsch, Gusitz und Hundern
- Christoph von Kreckwitz († 1608), ⚭ Marianna von Zabelitz
  - Sabina von Kreckwitz (1580–1614), ⚭ Wolfgang von Berg zu Andersdorf und Neugabel
  - Helena von Kreckwitz (* 1583), ⚭ Friedrich von Stosch zu Mondschütz
  - Johannes von Kreckwitz (* 1585 in Gusitz), ⚭ Anna von Landskron
  - Maria von Kreckwitz (* 1587), ⚭ 1602 Johann von Schweinitz
  - Christoph von Kreckwitz (1589–1631), ⚭ Dorothea von Schellendorf
  - Abraham von Kreckwitz († 1632 in Liegnitz), königl. Mannrechtsbeisitzer, Landesältester, ⚭ Hedwig von Schweinitz
    - Ursula Maria von Kreckwitz, ⚭ 1639 Alexander von StoschGrabstein von Melchior von Stosch und Marianna von Kreckwitz
    - Marianna von Kreckwitz, ⚭ 1.) Melchior von Stosch, ⚭ 2.) Joachim von Stentsch
    - Dorothea von Kreckwitz, ⚭ Wolfgang von Rechenberg

### Linien Lase und Mechau
- Heinrich von Kreckwitz, ⚭ Barbara von Schindel
  - Johannes von Kreckwitz, Hauptmann zu Drachenberg, ⚭ Anna Maria von Canitz
    - Johann Heinrich von Kreckwitz
    - Christoph Friedrich von Kreckwitz, gefallen
    - Georg Ernst von Kreckwitz
    - Abraham von Kreckwitz, Hauptmann in Italien, ⚭ Anna von Sack
      - Otto Heinrich von Kreckwitz
      - Elias von Kreckwitz

    - Anna Maria von Kreckwitz, ⚭ Friedrich von Schlichting
    - Rebecca von Kreckwitz, ⚭ Johann Heinrich von Kreckwitz
    - Elias von Kreckwitz, starb bei Steinau
- Heinrich von Kreckwitz, starb jung
- Anna von Kreckwitz, ⚭ Johann von Unruh
- Christoph (II.) von Kreckwitz, ⚭ 1.) Anna Maria von Kreckwitz, ⚭ 2.) Anna von Nostitz
  - Anna Barbara von Kreckwitz, ⚭ 1.) NN von Sack, ⚭ 2.) Friedrich von Brauchitsch
  - Anna Helena von Kreckwitz, ⚭ Tobias von Medinger
- Barbara von Kreckwitz († 1621), ⚭ Heinrich von Sack in Graben
- Heinrich (III.) von Kreckwitz, Burggraf von Wohlau, ⚭ 1.) NN von Nostitz, ⚭ 2.) Barbara von Loß
  - Anna von Kreckwitz, starb ledig
  - Johann Heinrich von Kreckwitz, starb kinderlos
  - Barbara von Kreckwitz, ⚭ Johann Christoph von Medinger
  - Helena von Kreckwitz, starb ledig
  - Wolf Heinrich von Kreckwitz, starb kinderlos
- Abraham von Kreckwitz, Literat, ⚭ NN
  - Rebecca von Kreckwitz, ⚭ Joachim von Rothkirch
  - Barbara Helena von Kreckwitz, ⚭ Johann Heinrich von Nostitz, Landeshauptmann von Wohlau
  - Otto Heinrich von Kreckwitz
- Georg von Kreckwitz

### Linien Lancken, Massel und Klein-Schweinern
- Vinzenz von Kreckwitz, erw. 1496, ⚭ Brigitte NN
  - Johannes von Kreckwitz († 1550), ⚭ Hedwig von Haugwitz
    - Ecco von Kreckwitz, ⚭ Barbara von Kreckwitz in Joppendorf
      - Melchior von Kreckwitz († 1643), ⚭ 1.) NN Tader von Guhren, ⚭ 2.) Susanna Renata von Sebisch
        - Anna von Kreckwitz, ⚭ Otto von Hund auf Olbersdorf
        - Elisabeth von Kreckwitz, ⚭ NN Rothkirch von Teppliwoda
        - Melchior von Kreckwitz, ⚭ Barbara von Langenau
          - Hans Ecke von Kreckwitz († 1657), Landesältester des Fürstentums Oels, ⚭ NN Keckritz von Festenberg

      - Barbara von Kreckwitz, ⚭ 1597 Heinrich von Niesemeuschel
      - Ursula von Kreckwitz, ⚭ Melchior von Gaffron
      - Maria von Kreckwitz, ⚭ Fabian von Litwitz
      - Johannes von Kreckwitz, ⚭ Maria Eleonore Kühnheim von Nippern
        - Johann Friedrich von Kreckwitz, wurde erstochen
        - Ferdinand von Kreckwitz, ⚭ Eleonore Susanna Renate von Sebisch
        - Barbara von Kreckwitz, ⚭ Caspar von Schmoltz, Oberstleutnant
        - Anna Susanna von Kreckwitz, ⚭ Joseph von Neudorf, königl. Oberamtsrat
        - Ursula von Kreckwitz, Klarissin in Breslau

    - Albert von Kreckwitz, ⚭ Barbara von Lestwitz
      - Helena von Kreckwitz, ⚭ 1.) Sebastian von Kottwitz, ⚭ 2.) Georg von Stosch
      - Sigismund von Kreckwitz († 1644), ⚭ Martha Susanna von Denstätter aus Tübingen
        - Helena von Kreckwitz, ⚭ Wolfgang Caspar von Sack

    - Christoph von Kreckwitz, erw. 1581, ⚭ NN Mutschelnitz von Hermsdorf
      - George von Kreckwitz († 1629), ⚭ Barbara von Warkotsch

    - Agnes von Kreckwitz, ⚭ George Raßbar

  - Georg von Kreckwitz
  - Melchior von Kreckwitz († 1557), ⚭ Ursula NN

## Persönlichkeiten
- Christoph Gotthard von Kreckwitz (* um 1685; † um 1750), preußischer Landrat
- Friedrich von Kreckwitz (um 1550–1593), kaiserlicher Reichshofrat und Botschafter bei der Pforte
- Hans Friedrich Gottlob von Kreckwitz (1716–1767), preußischer Landrat
- Karl Wilhelm von Kreckwitz (1722–1774), preußischer Oberst